# Stereodon praecox
Stereodon praecox là một loài Rêu trong họ Hypnaceae. Loài này được (Hedw.) Brid. mô tả khoa học đầu tiên năm 1827.